# Mine de Meiduk
La mine de Meiduk est une mine à ciel ouvert de cuivre située en Iran.
La mine de cuivre et argent de Midouk est située en Iran, à 42 km au nord-est de la ville de Babak dans la province de Kerman en Iran et à 132 km au nord-ouest de la mine de cuivre Sarcheshmeh, une autre mine en Iran. L'ancien nom de cette mine était Noghra , qui a été changé en ce nom en raison de sa proximité avec le village de Miduk. La réserve géologique de cuivre de Midook est de 170 millions de tonnes avec une teneur de 83 %, dont 144 millions de tonnes avec une teneur de 85 % peuvent être extraites. La pente finale de la mine est de 38 degrés, la hauteur des escaliers est de 15 mètres et la pente des escaliers est de 64 degrés,.